# Prepona amazonica
Prepona amazonica är en fjärilsart som beskrevs av Otto Staudinger 1886. Prepona amazonica ingår i släktet Prepona och familjen praktfjärilar. Inga underarter finns listade i Catalogue of Life.